# Bordissot Rossa
Bordissot Rossa es un cultivar de higuera de tipo higo común Ficus carica, unífera (con una sola cosecha por temporada, los higos de otoño), con higos de epidermis con color de fondo morado pálido con sobre color amarillo verdoso. Se cultiva en la colección de higueras de Montserrat Pons i Boscana en Llucmajor, Islas Baleares.

## Sinonimia
- „Bordissot Rosa“,[4][6][7]

## Historia
Actualmente la cultiva en su colección de higueras baleares Montserrat Pons i Boscana, rescatada de un ejemplar o higuera madre localizada en el predio "Ca l'Oro" término de Llucmajor propiedad de Miquel Tomàs y en el predio  "can Cantó" vecinos ambos en La Marina de Llucmajor. Lugares de donde es originaria, no habiendolas observado en ningún otro lugar.
La variedad 'Bordissot Rossa' es originaria de La Marina de Llucmajor. Esta variedad es poco conocida y cultivada en la isla de Mallorca

## Características
La higuera 'Bordissot Rossa' es una variedad unífera de tipo higo común. Árbol de vigorosidad considerable, copa de forma redondeada grande, muy densa de ramaje, emisión de rebrotes nula. Cosecha en higos de buena calidad. Sus hojas son de 3 lóbulos en su mayoría, menos de 5 lóbulos y de 1 lóbulo (5%). Sus hojas con dientes presentes márgenes serrados muy marcados, poca pilosidad en el envés, con un ángulo peciolar obtuso. 'Bordissot Rossa' tiene mucho desprendimiento de higos, un rendimiento productivo medio y periodo de cosecha mediano alto. La yema apical cónica de color verde amarillento.
Los frutos de la higuera 'Bordissot Rossa' son higos de un tamaño de longitud x anchura:45 x 39mm, con forma urceolada, que presentan unos frutos medianos-grandes, simétricos de forma, uniformes de dimensiones, de unos 37,540 gramos en promedio, cuya epidermis es de un grosor mediano fino, medio áspera de consistencia mediana, color de fondo morado pálido con sobre color amarillo verdoso. Ostiolo de 2 a 5 mm con escamas grandes rosadas. Pedúnculo de 0 a 3 mm cilíndrico verde oscuro. Grietas reticulares muy marcadas y vistosas, presentando en el ostiolo un agrietado muy característico con dos, tres, o cinco grietas que salen del mismo ostiolo gruesas muy marcadas. Costillas marcadas. Con un ºBrix (grado de azúcar) de 27 de sabor muy dulce y sabroso, con color de la pulpa rojo encendido. Con cavidad interna pequeña casi ausente, con aquenios medianos en gran cantidad. Los frutos maduran durante un periodo de cosecha medio, de un inicio de maduración de los higos sobre el 20 de agosto a 30 de septiembre. Cosecha de gran calidad con rendimiento productivo mediano y periodo de cosecha mediano alto.
Se usa como higos frescos en alimentación humana, y como higo fresco y seco en alimentación animal (porcino y ovino). Mediana abscisión de pedúnculo y mediana facilidad de pelado. Resistencia mediana a las lluvias, y poca resistencia a la apertura del ostiolo. Con suficiente sensibilidad al desprendimiento, y poca resistencia al transporte.

## Cultivo
'Bordissot Rossa', se utiliza como higos frescos en alimentación humana. También en alimentación animal (porcino y ovino). Se está tratando de recuperar de ejemplares cultivados en la colección de higueras baleares de Montserrat Pons i Boscana en Llucmajor.